# Fun (Comic)
Fun ist ein italienischer Comic von Paolo Bacilieri. Das Original erschien in zwei Teilen, Fun und More Fun 2014 und 2016. Auf Deutsch erschien eine Sammelausgabe in einem Band. Der Comic erzählt in Episoden über die Geschichte des Kreuzworträtsels, eingebettet in meist in Mailand stattfindende alltägliche Erlebnisse und eine Kriminalgeschichte der von Bacilieri häufiger eingesetzten Figur Zeno Porno, einem Alter Ego des Zeichners.

## Inhalt
Die Geschichte folgt Zeno Porno, der für Disney arbeitet, der den von ihm verehrten Professor Pippo Quester zufällig persönlich kennenlernt. Der Comiczeichner und der berühmte Autor kommen ins Gespräch und treffen sich von da an häufiger, um über Comics zu sprechen, und über Kreuzworträtsel – das Thema eines Buches, an dem Quester arbeitet. So führt Quester selbst und seine Gespräche mit Zeno durch die Geschichte des Kreuzworträtsels von seiner Erfindung in den USA zu Beginn den 20. Jahrhunderts über unterschiedliche Formen, die bei der Verbreitung in weitere Länder entstanden, bis zu den in Italien beliebten Kreuzworträtseln und dem für sie beliebten Magazin, der Settimana Enigmistica. Daneben werden Einblicke in Zenos Privatleben, die Beziehungen zu seiner Familie und zu seiner Exfreundin beleuchtet. Die will er in New York besuchen, als er von Quester für die Recherche dorthin entsandt wird. Doch dazu kommt es zunächst nicht, denn eine beide schon lange verfolgende junge Frau tritt aus dem Verborgenen und schießt auf Quester. Zeno greift ein, wird selbst verletzt und kann schlimmeres verhindern.
Neben die Arbeit am Buch über Kreuzworträtsel tritt nun auch die Aufklärung des Anschlags, bei der Zeno helfen will. Er besucht die junge Frau, Mafalda, im Gefängnis. Sie ist Teil einer terroristischen Gruppe und es heißt, sie habe Quester als Teil einer Autorität angegriffen. Doch Zeno offenbart sie, dass sie auch einen persönlichen Grund hatte, der in  einem seiner Romane zu finden sei. Erst als Quester stirbt, kommt Zeno hinter das Geheimnis: Mafalda glaubt, sie sei die heimliche Tochter und Enkelin Questers, der sie mit seiner eigenen Tochter gezeugt habe, so wie es sich in einem seiner Bücher abspielt. Doch zu seiner Beerdigung erfährt Zeno, dass Quester unfruchtbar war.

## Entstehung und Veröffentlichung
Der Comic entstand aus einem Gespräch von Bacilieri mit Stefano Bartezzaghi, dessen Buch Der vertikale Horizont: Erfindung und Geschichte des Kreuzworträtsels auch Grundlage für viele historische Abschnitte in der Geschichte ist. Die Geschichte ist weitgehend in Schwarz-Weiß gehalten, nur kleinere Exkurse oder Nebengeschichten sind monochrom eingefärbt und in einer einzelnen Geschichte sind die Seiten mehrfarbig koloriert.
Die Geschichte erschien im Original in den Jahren 2014 und 2016 bei Coconino Press. Nach dem ersten Band mit dem Titel Fun folgte einer zweiter als More Fun. Auf Deutsch wurde der Comic im April 2018 in einer Hardcover-Ausgabe bei avant-verlag veröffentlicht. Eine englische Ausgabe wurde 2017 von SelfMadeHero unter dem Titel Fun: Spies, Puzzle Solvers, and a Century of Crosswords veröffentlicht.

## Rezeption
Im Jahr 2015 erhielt Paolo Bacilieri den Micheluzzi-Preis als bester Künstler für seine Arbeit an Fun.
Zur deutschen Ausgabe schreibt Marc Reichwein im Feuilleton der Welt, Fun sei „mehr als eine Kulturgeschichte des Kreuzworträtsels in Comicform, es ist auch eine Hommage an die Lookalike-Qualitäten von Comic und Kreuzworträtsel“. Die verborgene Nähe der beiden auf rechteckigen oder quadratischen Gittern aufbauenden Künste würde aufgedeckt und mit vielen Anspielungen entstehe „eine Wundertüte aus dem optischen Zitatenschatz der Comicgeschichte“. Pippo Quester erinnere an Umberto Eco, von dem ebenfalls ein Buch über Kreuzworträtsel stammen könne und an den auch die Art erinnert, wie Fun sich mit Kreuzworträtseln und Comics analytisch auseinandersetzt.
Auch in seiner Rezension von Fun für Medienimpulse weist Thomas Ballhausen auf die Nähe von Kreuzworträtseln und Comics hin, die Bacilieri in seinem Werk erforscht. Dabei biete er dennoch eine stilistische Pluralität mit großer Vielfalt, in der sich „fein duchdachte Textarchitektur“ zeige. „Seine Strategie der sprachlichen wie auch visuellen Verschachtelung arbeitet – eben weil er über weite Strecken von „Fun“ auf Linearität verzichtet – einer Geschichtsdarstellung der Brüche, der Frakturen und des Unaufgeklärten zu. Rasche Wechsel in der Erzählung erlauben die schlüssige Verbindung von historischen Episoden, Erinnerungen aus Zenos Privatleben und einer Vielzahl von Details, die die Darstellung bereichern.“ Auch bei ihm wird Umberto Eco als Blaupause für die Figur Questers identifiziert. Die Attentäterin wiederum sei nicht nur ihrem Namen nach, sondern auch visuell der argentinischen Comicfigur nachempfunden. So ließen sich in dem Werk drei Ebenen benennen: Die erste reale um die Biografie Bacilieris und die Geschichte des Kreuzworträtsels, die zweite mit ihren Anspielungen an andere Werke und die dritte, die fiktionale Erzählung, die die anderen Ebenen miteinander verbindet. Ballhausens Fazit: „ein anregender, aber durchaus auch melancholischer Comic […], der die Geschichte eines rückblickend gar nicht so rätselhaften Erfolges erzählt. Klug, kurzweilig und gewitzt gelingt […] die Zusammenziehung unterschiedlichster Erzählstrategien, die Verknüpfung von Geschichte und Geschichten.“